# Peter Graumann (Biochemiker)
Peter Graumann (* 28. Mai 1967 in Lank-Latum, heute Meerbusch) ist ein deutscher Biologe und Biochemiker an der Philipps-Universität Marburg. Seine Forschungsschwerpunkte sind die mikrobielle Biochemie und Zellbiologie. Dabei befasst er sich insbesondere mit dynamischen Prozessen in Bakterien und der Fragestellung, wie räumlich/zeitliche Abläufe im Zellzyklus und anderen gerichteten Prozessen koordiniert werden und nur an spezifischen Stellen in Zellen ablaufen.

## Werdegang
Graumann wurde als erster Sohn von Volker Graumann und Dorothea Graumann, geb. Beyer im Rheinland geboren. Nach dem Abitur in Krefeld absolvierte der den Militärdienst beim Pionierbataillon in Emmerich. Er studierte Biologie (mit Abschluss Diplom) in Marburg von 1987 bis 1990 und 1991 bis 1994, und Biochemie am King’s College in London von 1990 bis 91. Nach der Diplomarbeit in Biochemie bei M. A. Marahiel in Marburg promovierte er dort von 1994 bis 1997, über die molekular Adaptation des Bodenbakteriums Bacillus subtilis auf einen Kälteschock. Er war von 1997 bis 2000 Postdoctoral fellow an der Harvard-Universität (Biolabs) in Cambridge, USA bei Richard Losick. Sein Werdegang enthielt die Stufen Emmy Noether-Stipendiat 2000–2004 mit Arbeitsgruppe an der Philipps-Universität Marburg, Biochemie, Heisenberg-Stipendiat 2004 in Marburg, von 2005 bis 2012 C3-Professor für Mikrobiologie am Fachbereich Biologie an der Albert-Ludwigs-Universität Freiburg (ab 2008 W3) und seit 2012 Professor für Biochemie am Fachbereich Chemie in Marburg. Seit 2012 ist er auch Mitglied des Zentrums für Synthetische Mikrobiologie.
Peter Graumann war von 2008 bis 2014 Sprecher der internationalen DFG-Forschergruppe 929 „Dynamics of bacterial membrane proteins“ und ist seit 2023 Sprecher des DFG-Graduiertenkollegs 2937 „Microbial nucleotide metabolism“. Er ist Herausgeber des Buchs „Bacillus subtilis: Molecular and Cellular Biology“, 2007, Horizon Press (2nd edition 2012, 3rd edition 2016).

## Forschung
- Promotion: Charakterisierung der Kälteschockantwort in Bacillus subtilis und die Funktion der Kälteschockproteins (CSPs).[3]
- Postdoc: zeitliche Dynamik der Chromosomensegregation in B. subtilis und Charakterisierung des SMC Proteins in dem Prozess.
- Emmy Noether: Identifikation des bakteriellen SMC Komplex, Aufdeckung der Dynamik von MreB (bakterielles Aktin) Filamenten, Visualisierung von Prozessen bei der DNA-Reparatur in lebenden Zellen.
- Uni Freiburg: Visualisierung der DNA Aufnahme aus der Umgebung durch B. subtilis Zellen und Einbau der DNA in das Chromosom, Untersuchung der Funktion von Rekombinationsproteinen in vivo, Einzelmoleküldynamik in Echtzeit, Sekretion von Proteinen in B. subtilis Zellen.

## Ehrungen, Auszeichnungen
Forschungspreis der Vereinigung Allgemeiner und Angewandter Mikrobiologen (VAAM 2008)

## Service für die Community
Herausgeber von Journal „Molecular Microbiology and Biotechnology“ (jetzt Microbial Physiology, senior editor), Vorsitz der Stiftung Wichelhovenhaus, Iserlohn, Prodekan des Fachbereichs Chemie 2014-2016, Dekan 2016-2018, Mitglied des Senats der Philipps-Universität 2018-2022, Vizedirektor von SYNMIKRO 2012 – 2015 und seit 2022.

## Veröffentlichungen (Auswahl)
- D. Kidane, P. L. Graumann: Intracellular protein and DNA dynamics in competent 'Bacillus subtilis' cells. In: Cell. Band 122, 2005, S. 73–84. doi:10.1016/j.cell.2005.04.036
- D. Kidane, P. L. Graumann: Dynamic formation of RecA filaments at DNA double strand break repair centres in live cells. In: Journal of Cell Biology. Band 170, 2005, S. 357–366. doi:10.1083/jcb.200412090
- H. J. Defeu-Soufo, C. Reimold, U. Linne, T. Knust, J. Gescher, P. L. Graumann: Bacterial translation elongation factor EF-Tu interacts colocalizes with actin-like MreB protein. In: PNAS. Band 107, 2010, S. 3163–3168. doi:10.1073/pnas.0911979107
- L. A. K. Kleine Borgmann, J. Ries, H. Ewers, M. H. Ulbrich, P. L. Graumann: The bacterial SMC complex displays a novel mode of interaction with the chromosome. In: Cell Rep. Band 3, 2013, S. 1483–1492. doi:10.1016/j.celrep.2013.04.005
- L. Oviedo-Bocanegra, R. Hinrichs, D. Rotter, S. Dersch, P. L. Graumann: Single molecule/particle tracking analysis program SMTracker 2.0 reveals different dynamics of proteins within the RNA degradosome complex in Bacillus subtilis. In: Nucleic Acids Research. Band 49, 2021, Artikel e112. doi:10.1093/nar/gkab696
- M. Strach, F. Koch, S. Fiedler, K. Liebeton, P. L. Graumann: Protein secretion zones during overexpression of amylase within the Gram-positive cell wall. In: BMC Biol. Band 21, Nr. 1, 2023, S. 206. doi:10.1186/s12915-023-01684-1